# Муравський Сергій Сергійович
Сергі́й Сергі́йович Мура́вський — старший солдат Збройних сил України, учасник російсько-української війни.

## Життєпис
Народився 1994 року у місті Хмільник. 2011 року закінчив Хмільницьку ЗОШ № 1, 2013-го — Вінницький транспортний коледж — технік з аварійно-рятувальних робіт. Того ж року призваний на контрактну військову службу. Розвідник, 8-й окремий полк спеціального призначення, з червня 2014-го — в зоні бойових дій.
13 липня 2014-го загинув у бою під час операції з розблокування оточеного терористами Луганського аеропорту, рятуючи товаришів. У тому бою були ще восьмеро бійців поранені, які вижили завдяки діям Сергія.
Вдома лишилися мама, є ще біологічний батько, який проживав окремо від родини (покинув жінку з малим Сергієм на руках, залишив в боргах і поїхав до коханки на рф та повернувся лише по гроші виплачені державою за полеглого, які він вимагав в половині суми від матері Сергія за те, що «героя зробив»).
Так як Сергій був першим загиблим у АТО (першим із м. Хмільник) в честь нього була названа вулиця, також був виставлений меморіал.

## Нагороди
- 14 листопада 2014 року за особисту мужність і героїзм, виявлені у захисті державного суверенітету та територіальної цілісності України, вірність військовій присязі під час російсько-української війни, відзначений — нагороджений орденом «За мужність» III ступеня (посмертно).
- Медаль «За жертовність і любов до України» (УПЦ КП; посмертно)
- Нагрудний знак «За оборону Донецького аеропорту» (посмертно)
- Наказом Міністра оборони України від 29 січня 2016 року навічно зарахований до іменних списків 8-го окремого полку спеціального призначення.